# Силаев, Пётр Михайлович
Пётр Михайлович Силаев (14 марта 1924, Кошелево, Смоленская губерния — 8 июня 1996, Алтайский край) — командир отделения 131-го отдельного гвардейского сапёрного батальона, гвардии сержант.

## Биография
Родился 14 марта 1924 года в деревне Кошелево (ныне урочище Кошелево в Духовщинском районе Смоленской области). Работал в колхозе. В 1940 году с семьей переехал на Алтай. Жил в селе Новая Барда Красногорского района, работал плотником в колхозе.
В августе 1942 года был призван в Красную Армию Старобардинским райвоенкоматом Алтайского края. После окончания школы младших командиров в октябре 1943 года младший сержант Силаев прибыл в формирующийся на Урале 30-й Уральский добровольческий танковый корпус. Был зачислен сапером во 2-ю роту саперного батальона.
На фронте с июля 1943 года. Боевое крещение принял в боях на Курской дуге, освобождал Украину. Много раз ходил в инженерную разведку, минировал и разминировал, взрывал дзоты, прокладывал дороги, строил мосты и переправы, провешивал броды, спасал подожженные противником наши «тридцатьчетверки» и их экипажи.
22 марта 1944 года гвардии младший сержант Силаев в составе десанта сопровождал танки в бою за станцию Гримайлов. Когда танк, на броне которого он находился, был подбит и загорелся, Силаев вытащил из него раненых танкистов, оказал им первую медицинскую помощь и отнес в укрытие.
В ходе стремительного наступления 10-й гвардейский танковый корпус, вышел к городу Каменец-Подольский. Саперы получили боевую задачу проделать в минных полях противника проходы для танков. В ночь на 25 марта Силаев с товарищами сделал проходы в минных полях, по которым утром устремились танки.
14 апреля при восстановлении моста через реку Стыга в селе Белавиньце работал в ледяной воде. В ходе контратаки противник попытался захватить мост, однако Силаев организовал оборону и отразил с саперами атаки врага, уничтожив несколько противников.
Приказом от 6 мая 1944 года за отвагу и мужество при обеспечении боевых действий 10-го гвардейского танкового корпуса гвардии младший сержант Силаев Пётр Михайлович награждён орденом Славы 3-й степени.
В ходе летних наступательных боев гвардии сержант Силаев строил мосты, расчищал от вражеских мин дороги на подступах к Львову, в составе танкового десанта одним из первых ворвался в город Самбор и участвовал в разминировании подготовленных к взрыву зданий.
13-16 июля 1944 года близ населенного пункта Взовица-Нетерпиньце гвардии сержант Силаев разведал систему инженерных заграждений противника. Отделение устраивало засады на путях отхода противника, нападало на штабные машины, громило обозы. 23 июля в бою за село Подьяркув саперы отделения Силаева зашли в тыл к неприятелю и, внезапно атаковав, истребили до 15 солдат, несколько захватили в плен.
Приказом от 23 сентября 1944 года гвардии сержант Силаев Пётр Михайлович награждён орденом Славы 2-й степени.
13 января 1945 года при прорыве обороны противника у населенного пункта Маравица гвардии сержант Силаев первым со своими бойцами ворвался во вражеские траншеи, в схватке было уничтожено 18 солдат. 16 января под огнём противника саперы во главе с Силаевым быстро отремонтировали мост через реку Чарна в районе населенного пункта Токарня и пропустили по нему танки своей бригады. 18 января Силаев, действуя в составе танкового десанта, сразил из автомата 3 противников. 22 января в бою на подступах к городу Вартенберг Силаев перенес в укрытие 4 раненых бойцов, затем вытащил из горящего танка и доставил в безопасное место 2 раненых танкистов.
Указом Президиума Верховного Совета СССР от 10 апреля 1945 года за исключительное мужество, отвагу и бесстрашие, проявленные на заключительном этапе Великой Отечественной войны в боях с вражескими захватчиками гвардии сержант Силаев Пётр Михайлович награждён орденом Славы 1-й степени. Стал полным кавалером ордена Славы.
В 1945 году гвардии старшина Силаев был демобилизован. Вернулся на Алтай. Работал мастером на строительстве Чемровского птицесовхоза под городом Бийском. Жил в селе Сафоновка Зонального района Алтайского края. Работал в совхозе. Скончался 8 июня 1996 года. Похоронен на кладбище села Новая Чемровка Зонального района Алтайского края.

## Награды
Награждён орденами Отечественной войны 1-й и 2-й степеней, Славы 3-х степеней, медалями.

## Память
В поселке Сафроновка, на доме где жил ветеран, установлена мемориальная доска. Его имя увековечено на Мемориале Славы в городе Барнауле.